# Qualificazioni al campionato europeo femminile di calcio 2022 - Fase a gironi, gruppo C
Il gruppo C delle qualificazioni al campionato europeo femminile di calcio 2022 è composto da cinque squadre: Norvegia, Galles, Bielorussia, Irlanda del Nord e Fær Øer. La composizione dei sette gruppi di qualificazione della sezione UEFA è stata sorteggiata il 21 febbraio 2019.

## Formula
Le cinque squadre si sono affrontate in un girone all'italiana con partite di andata e ritorno, per un totale di 8 partite. La squadra prima classificata si è qualificata direttamente alla fase finale del torneo, mentre la seconda classificata si qualifica direttamente alla fase finale solo se è tra le migliori tre seconde dei nove gruppi di qualificazione, altrimenti accede ai play-off qualificazione.
In caso di parità di punti tra due o più squadre di uno stesso gruppo, le posizioni in classifica verranno determinate prendendo in considerazione, nell'ordine, i seguenti criteri:
1. maggiore numero di punti negli scontri diretti tra le squadre interessate (classifica avulsa);
2. migliore differenza reti negli scontri diretti tra le squadre interessate (classifica avulsa);
3. maggiore numero di reti segnate negli scontri diretti tra le squadre interessate (classifica avulsa);
4. maggiore numero di reti segnate in trasferta negli scontri diretti tra le squadre interessate (classifica avulsa), valido solo per il turno di qualificazione a gironi;
5. se, dopo aver applicato i criteri dall'1 al 4, ci sono squadre ancora in parità di punti, i criteri dall'1 al 4 si riapplicano alle sole squadre in questione. Se continua a persistere la parità, si procede con i criteri dal 6 all'11;
6. migliore differenza reti;
7. maggiore numero di reti segnate;
8. maggiore numero di reti segnate in trasferta;
9. maggiore numero di vittorie nel girone;
10. maggiore numero di vittorie in trasferta nel girone;
11. classifica del fair play;
12. posizione nel ranking UEFA in fase di sorteggio.

## Classifica
| Pos | Squadra          | Pt | G | V | N | P | GF | GS | DR  |
| --- | ---------------- | -- | - | - | - | - | -- | -- | --- |
| 1.  | Norvegia         | 18 | 6 | 6 | 0 | 0 | 34 | 1  | +33 |
| 2.  | Irlanda del Nord | 14 | 8 | 4 | 2 | 2 | 17 | 17 | 0   |
| 3.  | Galles           | 14 | 8 | 4 | 2 | 2 | 16 | 4  | +12 |
| 4.  | Bielorussia      | 6  | 7 | 2 | 0 | 5 | 11 | 15 | -4  |
| 5.  | Fær Øer          | 0  | 7 | 0 | 0 | 7 | 1  | 42 | -41 |

## Risultati
| Arbitro: | Ivana Pejkovic |

|  |           |                                                                    |
|  | Marcatori | 4’, 58’ (rig.), 79’ Harding 6’ Jones 67’ (aut.) Arge 90+3’ Roberts |

| Arbitro: | Veronika Kovarova |

|  |           |                                                         |
|  | Marcatori | 4’ Reiten 16’, 63’, 72’ Graham Hansen 82’, 90’ Eikeland |

| Arbitro: | Jelena Jermolajeva |

|                                                                   |           |  |
| Ol'chovik 6’, 74’ Ščerbačenia 24’, 54’ Charlanova 77’ (rig.), 82’ | Marcatori |  |

| Arbitro: | Ainara Andrea Acevedo Dudley |

|                        |           |                         |
| James 22’ K. Green 69’ | Marcatori | 11’ Magill 90+4’ Hutton |

| Arbitro: | Simona Ghisletta |

|                 |           |                                                                                  |
| Ščerbačenia 18’ | Marcatori | 36’, 40’ Herlovsen 45’ Thorisdottir 60’ Reiten 71’, 89’ Graham Hansen 87’ Utland |

| Arbitro: | Galiya Echeva |

|  |           | |
|  | Marcatori | 8’ Karlseng Utland 23’ (rig.), 40’, 52’ Graham Hansen 36’ Eikeland 53’, 66’, 77’ Herlovsen 60’ Sævik 63’, 76’ Syrstad Engen 65’ Maanum 87’ Thorsnes |

| Arbitro: | Tanja Subotič |

|  |           |          |
|  | Marcatori | 82’ Rowe |

| Arbitro: | Meliz Özçiğdem |

|                                                                               |           |  |
| Karlseng Utland 3’, 12’ Reiten 51’ Syrstad Engen 53’ Graham Hansen 70’, 90+2’ | Marcatori |  |

| Belfast 12 novembre 2019, ore 20:45 CET | Irlanda del Nord | 0 – 0 referto | Galles | Seaview (1 177 spett.)\| Arbitro: \| Karoline Wacker \| |
| Arbitro:                                | Karoline Wacker  |               |        |                                                         |

| Arbitro: | Graziella Pirriatore |

|  |           |                                                             |
|  | Marcatori | 19’ Furness 24’, 90’ Magill 27’, 56’ Wade 38’ C. McGuinness |

| Arbitro: | Petra Pavlíková |

|            |           |  |
| Reiten 30’ | Marcatori |  |

| Arbitro: | Abigail Marriott |

|  |           |                             |
|  | Marcatori | 56’ Šlapakova 79’ Ol'chovik |

| Arbitro: | Vesna Budimir |

|                                       |           |  |
| Ward 33’ Harding 58’, 61’ Woodham 67’ | Marcatori |  |

| Arbitro: | Angelika Söder |

|  |           |             |
|  | Marcatori | 42’ Furness |

| Arbitro: | Lina Lehtovaara |

|  |           |            |
|  | Marcatori | 61’ Maanum |

| Drammen 26 novembre 2020, ore 20:00 CET | Norvegia | Cancellata – referto | Fær Øer | Marienlyst Stadion |

| Arbitro: | Silvia Domingos |

|                                                           |           |                      |
| C. McGuinness 2’ Furness 61’ (rig.) Voskobovič 70’ (aut.) | Marcatori | 16’, 67’ Ščerbačenia |

| Arbitro: | Hristiyana Guteva |

|                                                                                  |           |                  |
| Furness 6’ K. McGuinness 27’ McCarron 56’ C. McGuinness 77’ Langgaard 88’ (aut.) | Marcatori | 4’ Tórolvsdóttir |

| Arbitro: | Désirée Grundbacher |

|                                          |           |  |
| Harding 15’ Rowe 34’ Fishlock 72’ (rig.) | Marcatori |  |

| Oslo febbraio 2021, ore CET | Norvegia | Cancellata – referto | Bielorussia | Ullevaal Stadion |

## Statistiche

### Classifica marcatrici
10 reti
- Caroline Graham Hansen (1 rig.)

6 reti
- Natasha Harding (1 rig.)

5 reti
- Anastasija Ščerbačenia

- Isabell Herlovsen

4 reti
- Rachel Furness (1 rig.)

- Lisa-Marie Karlseng Utland

- Guro Reiten

3 reti
- Karina Ol'chovik
- Caitlin McGuinness

- Simone Magill
- Amalie Eikeland

- Ingrid Syrstad Engen

2 reti
- Anastasija Charlanova
- Rachel Rowe

- Lauren Wade

- Frida Leonhardsen Maanum

1 rete
- Anastasija Šlapakova
- Jensa Kannuberg Tórolvsdóttir
- Jessica Fishlock (1 rig.)
- Kayleigh Green
- Angharad James

- Emma Jones
- Rhiannon Roberts
- Helen Ward
- Lily Woodham
- Ashley Hutton

- Chloe McCarron
- Kirsty McGuinness
- Karina Sævik
- Maria Thorisdottir
- Elise Thorsnes

1 autorete
- Natalija Voskobovič  (a favore dell'Irlanda del Nord)
- Lív Arge (a favore del Galles)
- Jacoba Langgaard (a favore dell'Irlanda del Nord)